# Halimedusa typus
Halimedusa typus är en nässeldjursart som beskrevs av Bigelow 1916. Halimedusa typus ingår i släktet Halimedusa och familjen Eudendriidae. Inga underarter finns listade i Catalogue of Life.